# Roger Mahony
Roger Michael Mahony (Los Angeles, 27. veljače 1936.) američki je katolički prelat koji je služio kao nadbiskup Los Angelesa od 1985. do 2011. godine. Prethodno je služio kao pomoćni biskup biskupije Fresno od 1975. do 1980. i biskup Stocktona od 1980. do 1985. godine.
Nakon što je otišao u mirovinu, Mahony je rekao da planira više vremena posvetiti radu s migranatima.